# Liste der Naturdenkmale in Bretzfeld
| Naturdenkmale | Anzahl |
| ------------- | ------ |
| FND           | 3      |
| END           | 7      |
| Gesamt        | 10     |

Die Liste der Naturdenkmale in Bretzfeld nennt die verordneten Naturdenkmale (ND) der im baden-württembergischen Hohenlohekreis liegenden Gemeinde Bretzfeld. In Bretzfeld gibt es insgesamt zehn als Naturdenkmal geschützte Objekte, davon drei flächenhafte Naturdenkmale (FND) und sieben Einzelgebilde-Naturdenkmale (END).
Stand: 31. Oktober 2016.

## Flächenhafte Naturdenkmale (FND)
| Name                                   | Bild | Kennung     | Einzelheiten | Position | Fläche Hektar | Datum         |
| -------------------------------------- | ---- | ----------- | ------------ | -------- | ------------- | ------------- |
| Streuobstwiesen Hahnenberg und Hohlweg | BW   | 81260110010 | Bretzfeld    | ⊙        | 4,5           | 12. Juni 1992 |
| 1 Hohle                                | BW   | 81260110008 | Bretzfeld    | ⊙        | 0,4           | 25. Mai 1992  |
| 1 Hohlwegsystem „Hohlen“               | BW   | 81260110009 | Bretzfeld    | ⊙        | 4,3           | 25. Mai 1992  |
| Legende für Naturdenkmal               |      |             |              |          |               |               |

## Einzelgebilde (END)
| Name                     | Bild | Kennung     | Einzelheiten | Position | Fläche Hektar | Datum         |
| ------------------------ | ---- | ----------- | ------------ | -------- | ------------- | ------------- |
| 1 Eiche                  | BW   | 81260110003 | Bretzfeld    | ⊙        | 0,0           | 22. Apr. 1980 |
| 1 Eiche                  | BW   | 81260110006 | Bretzfeld    | ⊙        | 0,0           | 25. Jan. 1988 |
| 1 Eiche                  | BW   | 81260110007 | Bretzfeld    | ⊙        | 0,0           | 24. Apr. 1989 |
| 1 Lärche                 | BW   | 81260110005 | Bretzfeld    | ⊙        | 0,0           | 25. Jan. 1988 |
| 1 Linde                  | BW   | 81260110001 | Bretzfeld    | ⊙        | 0,0           | 26. Apr. 1937 |
| 1 Mostbirnbaum           | BW   | 81260110004 | Bretzfeld    | ⊙        | 0,0           | 21. Jan. 1982 |
| 1 Siebeneiche            | BW   | 81260110002 | Bretzfeld    | ⊙        | 0,0           | 26. Apr. 1937 |
| Legende für Naturdenkmal |      |             |              |          |               |               |